# Cabinet Münch
 (octobre 2023).
Si vous disposez d'ouvrages ou d'articles de référence ou si vous connaissez des sites web de qualité traitant du thème abordé ici, merci de compléter l'article en donnant les références utiles à sa vérifiabilité et en les liant à la section « Notes et références ».
Land de Saxe-Anhalt
Gies Bergner
Le cabinet Münch (en allemand : Kabinett Munch) est le gouvernement du Land allemand de la Saxe-Anhalt entre le 4 juillet 1991 et le 28 novembre 1993, durant la première législature du Landtag.

## Majorité et historique
Dirigé par le nouveau ministre-président chrétien-démocrate Werner Münch, précédemment ministre des Finances, ce gouvernement est constitué et soutenu par une « coalition noire-jaune » entre l'Union chrétienne-démocrate d'Allemagne (CDU) et le Parti libéral-démocrate (FDP). Ensemble, ils disposent de 62 députés sur 106, soit 58,5 % des sièges du Landtag de Saxe-Anhalt.
Il est formé à la suite de la démission de Gerd Gies, au pouvoir depuis novembre 1990, et succède au cabinet Gies, constitué et soutenu par une coalition identique. Accusé de collaboration avec le ministère de la Sécurité d'État de la République démocratique allemande, Gies est contraint par son groupe parlementaire à abandonner ses fonctions huit mois à peine après son investiture.
Münch doit se démettre à son tour en novembre 1993 après qu'un article de Der Spiegel a révélé les salaires très élevés que percevaient les membres du gouvernement du Land. Le président du groupe CDU Christoph Bergner est investi pour lui succéder, reconduit l'alliance avec les libéraux et forme son propre cabinet.

## Composition

### Initiale (4 juillet 1991)
- Les nouveaux ministres sont indiqués en gras, ceux ayant changé d'attributions en italique.

| Poste                                                                  | Titulaire | Titulaire        | Parti |
| ---------------------------------------------------------------------- | --------- | ---------------- | ----- |
| Ministre-président                                                     |           | Werner Münch     | CDU   |
| Vice-ministre-président Ministre des Affaires fédérales et européennes |           | Gerd Brunner     | FDP   |
| Ministre de l'Intérieur                                                |           | Hartmut Perschau | CDU   |
| Ministre des Finances                                                  |           | Wolfgang Böhmer  | CDU   |
| Ministre de la Justice                                                 |           | Walter Remmers   | CDU   |
| Ministre de l'Économie, de la Technologie et des Transports            |           | Horst Rehberger  | FDP   |
| Ministre du Travail et des Affaires sociales                           |           | Werner Schreiber | CDU   |
| Ministre de l'Alimentation, de l'Agriculture et des Forêts             |           | Otto Mintus      | CDU   |
| Ministre de l'École, de la Formation des adultes et de la Culture      |           | Werner Sobetzko  | CDU   |
| Ministre de la Science et de la Recherche                              |           | Rolf Frick       | FDP   |
| Ministre de l'Environnement et de la Protection de la Nature           |           | Wolfgang Rauls   | FDP   |
| Ministre de l'Aménagement du territoire, de l'Urbanisme et du Logement |           | Petra Wernicke   | CDU   |

### Remaniement du 12 septembre 1991
- Les nouveaux ministres sont indiqués en gras, ceux ayant changé d'attributions en italique.

| Poste                                                                                | Titulaire | Titulaire           | Parti |
| ------------------------------------------------------------------------------------ | --------- | ------------------- | ----- |
| Ministre-président                                                                   |           | Werner Münch        | CDU   |
| Vice-ministre-président Ministre de l'Environnement et de la Protection de la Nature |           | Wolfgang Rauls      | FDP   |
| Ministre de l'Intérieur                                                              |           | Hartmut Perschau    | CDU   |
| Ministre des Finances                                                                |           | Wolfgang Böhmer     | CDU   |
| Ministre de la Justice                                                               |           | Walter Remmers      | CDU   |
| Ministre des Affaires fédérales et européennes                                       |           | Hans-Jürgen Kaesler | FDP   |
| Ministre de l'Économie, de la Technologie et des Transports                          |           | Horst Rehberger     | FDP   |
| Ministre du Travail et des Affaires sociales                                         |           | Werner Schreiber    | CDU   |
| Ministre de l'Alimentation, de l'Agriculture et des Forêts                           |           | Petra Wernicke      | CDU   |
| Ministre de l'École, de la Formation des adultes et de la Culture                    |           | Werner Sobetzko     | CDU   |
| Ministre de la Science et de la Recherche                                            |           | Rolf Frick          | FDP   |
| Ministre de l'Aménagement du territoire, de l'Urbanisme et du Logement               |           | Karl-Heinz Daehre   | CDU   |